# Кастракион (водохранилище)
Кастракион (греч. Λίμνη Καστρακίου) — техническое водохранилище в Греции, на реке Ахелоос, ниже водохранилища Кремаста. В водохранилище также впадает приток Ахелооса Бизакос. Расположено на территории периферийной единицы Этолия и Акарнания в периферии Западная Греция, к северу от города Агринион. Земляная укатанная плотина высотой 96 м построена близ села Кастракион в общине Агринион. Водохранилище используется для производства электроэнергии на ГЭС Кастракион мощностью 320 МВт, находящейся в собственности Государственной энергетической корпорации Греции. Полезный объём водохранилища 53 млн м³. Также гидротехническое сооружение используется для орошения и водоснабжения общины Агринион и соседних общин.
Предполагается, что водохранилище станет общим нижним резервуаром для гидроаккумулирующей электростанции ГАЭС Амфилохия, строительством которой занимается компания Terna Energy.